# Hitra cesta H3
Die Hitra cesta H3 (slowenisch für Schnellstraße H3) ist eine Schnellstraße in Slowenien. Im Slowenischen wird sie auch als Ljubljanska severna obvoznica (slowenisch für Nordumfahrung Ljubljana) bezeichnet.
Die Schnellstraße ist Teil des Autobahnrings von Ljubljana/Laibach und dient als nördliche Verbindung zwischen den Autobahnen A1 und A2. Sie besitzt eine Länge von nur 11 Kilometern, ist damit aber eine der längeren Schnellstraßen Sloweniens.

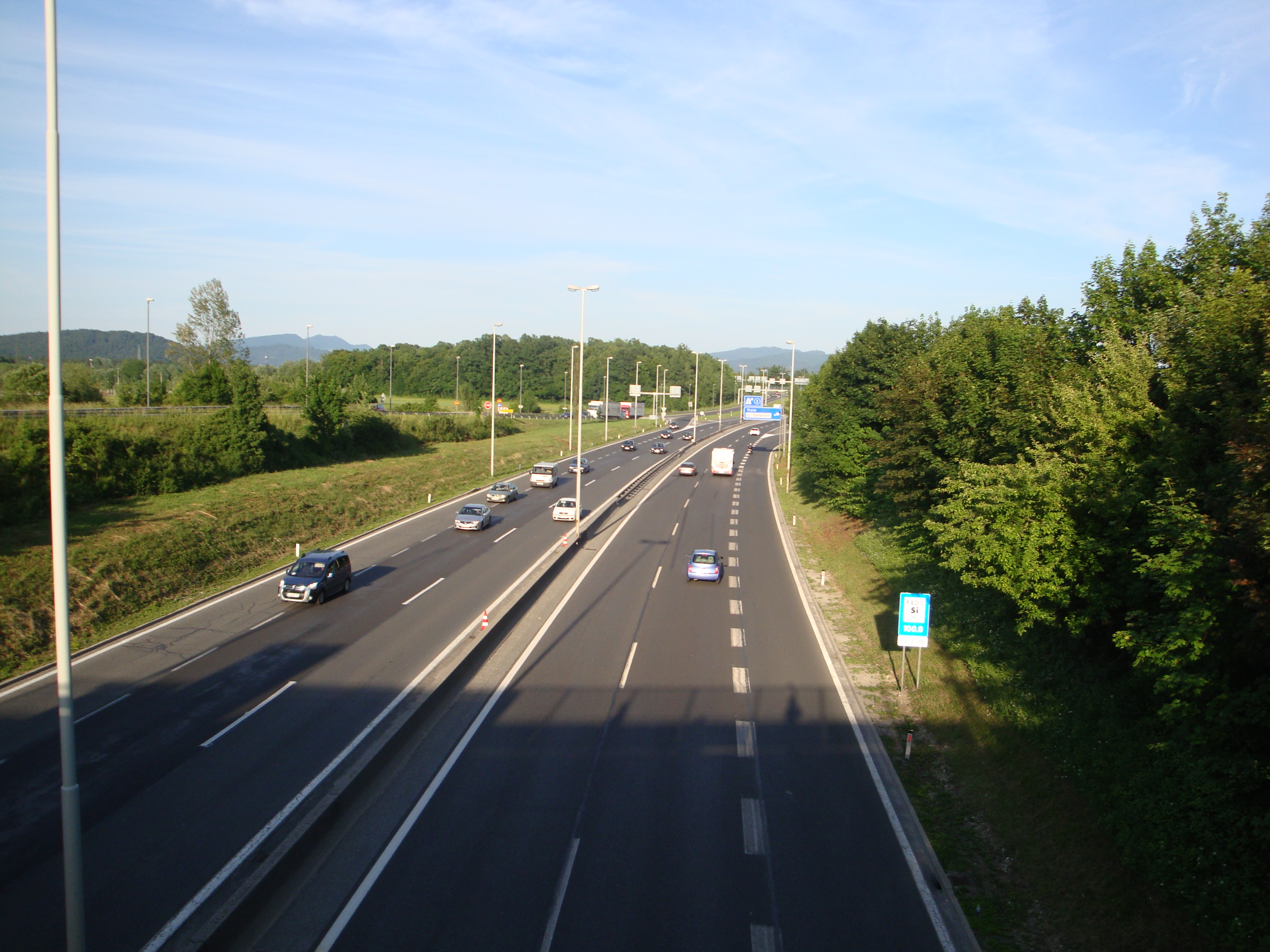
Die Schnellstraße H3